# Пам'ятки історії Полонського району
У Полонському районі Хмельницької області згідно з даними управління культури, туризму і курортів Хмельницької облдержадміністрації перебуває 57 пам'яток історії. Серед них — Будинок, в якому мешкала Леся Українка. 49 пам'яток увічнюють пам'ять учасників радянсько-німецької війні, 4 пам'ятки — українськї-радянської.
| № пп | Охорон. номер | Найменування                                                                                          | Місцезнаходження                                                          | Рік встановлення | Автор                                                                         |
| ---- | ------------- | --- | ------------------------------------------------------------------------- | ---------------- | ----------------------------------------------------------------------------- |
| 1    | 1836          | Меморіальна дошка на честь 44-ї Щорсівської дивізії, яка «визволяла» м. Полонне                       | м. Полонне вул. Боженка, 34                                               | 1979             | № 31 від 19.01.1983                                                           |
| 2    | 1837          | Будинок, в якому мешкала українська поетеса Л. Українка                                               | м. Полонне вул. академіка Герасимчука, 148                                | 1971             | № 31 від 19.01.1983                                                           |
| 3    | 1030          | Братська могила радянських воїнів                                                                     | м. Полонне вул. академіка Герасимчука, 179 українське кладовище           | 1953             | № 31 від 19.01.1983                                                           |
| 4    | 1007          | Пам'ятний знак на честь воїнів-земляків                                                               | м. Полонне вул. Ходякова, 4                                               | 1966             | Львівська КСФ автор П. М. Іванченко                                           |
| 5    | 990           | Братська могила радянських воїнів                                                                     | м. Полонне вул. Ходякова, 70 польське кладовище                           | 1951             | Львівська КСФ                                                                 |
| 6    | 2085          | Могила Героя Радянського Союзу В. І. Тимощука                                                         | м. Полонне вул. Ходякова, 70 польське кладовище                           | 1971             | місцеві майстри                                                               |
| 7    | 1835          | Братська могила радянських воїнів                                                                     | м. Полонне вул. Перемоги, 71                                              | 1968             | місцеві майстри                                                               |
| 8    | 978           | Братська могила членів підпільного ревкому                                                            | м. Полонне вул. Н. Ф. Говорун, 22                                         | 1957 заміна 1987 | місцеві майстри                                                               |
| 9    | 992           | Братська могила радянських воїнів                                                                     | м. Полонне вул. Н. Ф. Говорун, 22                                         | 1953             | Львівська КСФ                                                                 |
| 10   | 979           | Братська могила членів КП(б)У                                                                         | м. Полонне вул. Н. Ф. Говорун, 24                                         | 1922             | місцеві майстри                                                               |
| 11   | 1838          | Будинок, в якому мешкав Герой Радянського Союзу В. І. Тимощук                                         | м. Полонне майдан Привокзальний, 1                                        | 1975             | автор — Є. І. Тичинський                                                      |
| 12   | 991           | Братська могила радянських воїнів                                                                     | м. Полонне вул. Пугачова, 56                                              | 1958             | Львівська КСФ                                                                 |
| 13   | 1008          | Пам'ятний знак на честь воїнів-земляків                                                               | м. Полонне вул. Л. Українки,7                                             | 1970             | Львівська КСФ автор — С.Федонюк                                               |
| 14   | 2084          | Братська могила жертв фашизму                                                                         | м. Полонне 500 м на північний захід від комбінату хлібопродуктів (в лісі) | 1965             | місцеві майстри                                                               |
| 15   | 2091          | Пам'ятний знак на честь воїнів-односельчан                                                            | с. Адамів                                                                 | 1987             | місцеві майстри                                                               |
| 16   | 997           | Пам'ятний знак на честь воїнів-односельчан                                                            | с. Білецьке                                                               | 1967             | місцеві майстри                                                               |
| 17   | 980           | Братська могила радянських воїнів                                                                     | с. Білецьке                                                               | 1962             | Львівська КСФ                                                                 |
| 18   | 1839          | Пам'ятний знак спаленому селу                                                                         | с. Білецьке                                                               | 1979             | Київське ХВО «Художник», скульптор — С. Ф. Чистяков, архітектор — О. Стукалов |
| 19   | 998           | Пам'ятний знак на честь воїнів-односельчан                                                            | с. Бражинці                                                               | 1921             | місцеві майстри                                                               |
| 20   | 999           | Пам'ятний знак на честь воїнів-земляків                                                               | с. Бражинці                                                               | 1967             | місцеві майстри                                                               |
| 21   | 981           | Братська могила радянських воїнів                                                                     | с. Бражинці                                                               | 1953             | Львівська КСФ                                                                 |
| 22   | 1840          | Пам'ятний знак на честь воїнів-односельчан                                                            | с. Буртин                                                                 | 1980             | Київське ХВО «Художник»                                                       |
| 23   | 2055          | Пам'ятний знак спаленому селу                                                                         | с. Буртин                                                                 | 1985             | місцеві майстри                                                               |
| 24   | 1000          | Братська могила радянських воїнів                                                                     | с. Буртин                                                                 | 1965             | Львівська КСФ                                                                 |
| 25   | 982           | Братська могила радянських воїнів                                                                     | с. Варварівка                                                             | 1960             | Львівська КСФ                                                                 |
| 26   | 1001          | Пам'ятний знак на честь воїнів-односельчан                                                            | с. Велика Березна                                                         | 1965             | Львівська КСФ                                                                 |
| 27   | 1841          | Пам'ятний знак на честь воїнів-односельчан                                                            | с. Великі Каленичі                                                        | 1980             | Київське ХВО «Художник»                                                       |
| 28   | 1018          | Братська могила радянських воїнів                                                                     | с. Великі Каленичі                                                        | 1972             | Львівська КСФ                                                                 |
| 29   | 984           | Братська могила жертв фашизму                                                                         | с. Воробіївка                                                             | 1956             | місцеві майстри                                                               |
| 30   | 983           | Братська могила радянських воїнів                                                                     | с. Воробіївка                                                             | 1952             | Львівська КСФ                                                                 |
| 31   | 2087          | Пам'ятний знак на честь воїнів-односельчан                                                            | с. Дубовий Гай                                                            | 1985             | місцеві майстри                                                               |
| 32   | 985           | Меморіальний комплекс: Пам'ятний знак на честь воїнів-односельчан і братська могила радянських воїнів | с. Котелянка                                                              | 19 671 956       | Львівська КСФ                                                                 |
| 33   | 1012          | Могила партизанки Л. С. Войтюк і її дочки                                                             | с. Котюржинці                                                             | 1956             | місцеві майстри                                                               |
| 34   | 1003          | Пам'ятний знак на честь воїнів-односельчан                                                            | с. Кустівці                                                               | 1967             | місцеві майстри                                                               |
| 35   | 1842          | Пам'ятний знак спаленному селу                                                                        | с. Кустівці                                                               | 1982             | Львівська КСФ                                                                 |
| 36   | 936           | Братська могила радянських воїнів                                                                     | с. Кустівці                                                               | 1954             | Львівська КСФ                                                                 |
| 37   | 987           | Братська могила жертв фашизму                                                                         | с. Лодзянівка                                                             | 1966             | місцеві майстри                                                               |
| 38   | 1004          | Пам'ятний знак на честь воїнів-односельчан                                                            | с. Любомирка                                                              | 1967             | Львівська КСФ                                                                 |
| 39   | 1847          | Пам'ятний знак на честь воїнів-односельчан                                                            | с. Мала Шкарівка                                                          | 1975             | Львівська КСФ автор — В. Корнєв                                               |
| 40   | 1005          | Пам'ятний знак на честь воїнів-односельчан                                                            | с. Микулин                                                                | 1967 заміна 1983 | Київське ХВО «Художник»                                                       |
| 41   | 1006          | Пам'ятний знак на честь воїнів-односельчан                                                            | с. Новоселиця                                                             | 1967             | Львівська КСФ автор — І. Войтюк                                               |
| 42   | 988           | Братська могила радянських воїнів                                                                     | с. Новоселиця                                                             | 1957             | Львівська КСФ                                                                 |
| 43   | 1843          | Пам'ятний знак на честь воїнів-односельчан                                                            | с. Онацьківці                                                             | 1978             | Львівська КСФ                                                                 |
| 44   | 2088          | Пам'ятний знак спаленому селу                                                                         | с. Онацьківці                                                             | 1988             | місцеві майстри                                                               |
| 45   | 989           | Братська могила радянських воїнів                                                                     | с. Онацьківці                                                             | 1952             | Львівська КСФ                                                                 |
| 46   | 2086          | Могила Героя Радянського Союзу М. В. Півнюка                                                          | смт Понінка, вул. Боженка, 27 кладовище                                   | 1977             | місцеві майстри                                                               |
| 47   | 993           | Братська могила радянських воїнів                                                                     | смт Понінка, вул. Боженка, 27 кладовище                                   | 1958             | місцеві майстри                                                               |
| 48   | 1844          | Будинок, в якому мешкав Герой Радянського Союзу М. К. Гончаренко                                      | смт Понінка, вул. Гончаренка, 11                                          | 1980             | Кіровоградське об'єднання майстерень по ОПІ і К, автор — Є. І. Тичинський     |
| 49   | 1846          | Приміщення школи, в якій навчався Герой Радянського Союзу М. К. Гончаренко                            | смт Понінка, вул. Папірників, 28                                          | 1980             | Кіровоградське об'єднання майстерень по ОПІ і К, автор — Є. І. Тичинський     |
| 50   | 996           | Пам'ятний знак на честь воїнів-земляків                                                               | смт Понінка, вул. Перемоги, 34                                            | 1958             | Львівська КСФ                                                                 |
| 51   | 1845          | Будинок, в якому мешкав Герой Радянського Союзу М. В. Півнюк                                          | смт Понінка, вул. Півнюка, 25                                             | 1980             | Кіровоградське об'єднання майстерень по ОПІ і К автор — Є. І. Тичинський      |
| 52   | 1009          | Пам'ятний знак на честь воїнів-односельчан                                                            | с. Прислуч                                                                | 1967             | Львівська КСФ автор — М. Тригобчук                                            |
| 53   | 2056          | Пам'ятний знак на честь воїнів-земляків                                                               | с. Роговичі                                                               | 1985             | Київське ХВО «Художник»                                                       |
| 54   | 994           | Братська могила радянських воїнів                                                                     | с. Роговичі                                                               | 1970             | Львівська КСФ                                                                 |
| 55   | 1010          | Пам'ятний знак на честь воїнів-земляків                                                               | с. Сасанівка                                                              | 1970             | Львівська КСФ                                                                 |
| 56   | 1011          | Пам'ятний знак на честь воїнів-односельчан                                                            | с. Юровщина                                                               | 1956             | Львівська КСФ                                                                 |
| 57   | 995           | Братська могила радянських воїнів                                                                     | с. Юровщина                                                               | 1952             | Львівська КСФ                                                                 |
|      |               | |                                                                           |                  |                                                                               |